# Síndrome do edifício doente
A Síndrome do Edifício Doente, também conhecida como Sick Building Syndrome (SBS).

## Definição
O Organização Mundial de Saúde definiu como "um conjunto de doenças causadas ou estimuladas pela poluição do ar em espaços fechados".

## Causas
Causas do edifício doente são frequentemente relacionadas às falhas no sistema de aquecimento, ventilação e sistemas de ar condicionado. Outras causas foram atribuídas a contaminantes produzidos pela liberação de gases de alguns tipos de materiais de construção, compostos orgânicos voláteis (COV) liberados por compensados, móveis e tintas sintéticas constituídas com insumos vindos do petróleo, que liberam hidrocarbonetos aromáticos, e exaustão imprópria de ozônio (subproduto de algumas máquinas de escritório).[carece de fontes?]